# Max Geller
Max Geller (ur. 1984) – amerykański performer, działacz antysyjonistyczny.

## Życiorys
Wychowywał się w Bostonie, tam odbyła się jego uroczystość bar micwy. Od 2012 do 2015 roku studiował prawo na Northeastern University. Był rzecznikiem oddziału Students for Justice in Palestine na swojej uczelni, skrytykował zawieszenie tej grupy w 2014 roku. Należał do komitetu centralnego Students for Justice in Palestine. Zamieszkał w Nowym Orleanie, gdzie angażował się w działalność antyrasistowską oraz antysyjonistyczną.
Powołał do życia ruch Renoir Sucks at Painting, którego założeniem jest usunięcie z muzealnych wystaw obrazów autorstwa Auguste’a Renoira. W 2015 roku ruch ten protestował pod Metropolitan Museum of Art oraz pod Museum of Fine Arts w Bostonie.
W październiku 2023 roku Geller podjął współpracę z organizacją Palestine Action. Współtworzył stronę internetową Mondoweiss, zaangażowany był także w działalność propalestyńskich organizacji: International Jewish Anti-Zionist Network, Jewish Voice for Peace, New Orleans Palestinian Solidarity Committee, US Campaign for Palestinian Rights.

## Kontrowersje
W 2012 roku Geller uczestniczył w antyizraelskim wiecu, podczas którego nosił opaskę ze znakiem Palestyńskiego Islamskiego Dżihadu. Powielał także opinię, według której proizraelska organizacja AIPAC miała wpływać na prezydenta Baracka Obamę, a także na ubiegającego się o ten urząd Mitta Romneya. Rok później opublikował na swoim profilu na Facebooku zdjęcie, na którym nosi koszulkę z flagą Hezbollahu.
We wrześniu 2014 roku Geller prowadził prelekcje pt. 1% & State of Israel’s Agenda to Silence Criticism of Israel & Promote Anti-Muslim and Anti-Arab Racism. Podczas nich oskarżył amerykańskich syjonistów o islamofobię.
W październiku 2015 roku promował wsparcie finansowe dla Rasmei Odeh. Była ona działaczką Ludowego Frontu Wyzwolenia Palestyny powiązaną z zamachami bombowymi w Jerozolimie z 1969 roku, za co została skazana na dożywocie, następnie zwolniona w ramach wymiany więźniów. Odeh wyemigrowała do Stanów Zjednoczonych oraz otrzymała amerykańskie obywatelstwo, jednak podczas składania wniosku zataiła izraelski wyrok skazujący; w związku z tym w 2015 roku została skazana na 18 miesięcy pozbawienia wolności, a w 2017 roku pozbawiona amerykańskiego obywatelstwa oraz możliwości ponownego wjazdu na teren Stanów Zjednoczonych, a także deportowana do Jordanii. We wrześniu 2017 roku Geller przybył na teren lotniska Chicago-O’Hare, gdzie pożegnał Odeh.